# Jakovce
Jakovce so naselje v Občini Sežana.